# Zimbabwe na letních olympijských hrách
Zimbabwe na letních olympijských hrách startuje od roku 1928. Toto je přehled účastí, medailového zisku a vlajkonošů na dané sportovní události.

## Účast na Letních olympijských hrách
| Dějiště LOH            | LOH      | Vlajkonoš                         | Zlatá medaile | Stříbrná medaile | Bronzová medaile | Celkem |
| ---------------------- | -------- | --------------------------------- | ------------- | ---------------- | ---------------- | ------ |
| 1928 Amsterdam         | LOH 1928 | nebyl                             |               |                  |                  | 0      |
| 1932 Los Angeles       | 1932     |                                   |               |                  |                  | Ne     |
| 1936 Německo           | 1936     |                                   |               |                  |                  | Ne     |
| 1948 Londýn            | 1948     |                                   |               |                  |                  | Ne     |
| 1952 Helsinky          | 1952     |                                   |               |                  |                  | Ne     |
| 1956 Melbourne         | 1956     |                                   |               |                  |                  | Ne     |
| 1960 Řím               | LOH 1960 | nebyl                             |               |                  |                  | 0      |
| 1964 Tokio             | LOH 1964 | nebyl                             |               |                  |                  | 0      |
| 1968 Ciudad de México  | 1968     |                                   |               |                  |                  | Ne     |
| 1972 Mnichov           | 1972     |                                   |               |                  |                  | Ne     |
| 1976 Montréal          | 1976     |                                   |               |                  |                  | Ne     |
| 1980 Moskva            | LOH 1980 | Abel Nkhoma                       | 1             |                  |                  | 1      |
| 1984 Los Angeles       | LOH 1984 | Zephaniah Ncube                   |               |                  |                  | 0      |
| 1988 Soul              | LOH 1988 | nebyl                             |               |                  |                  | 0      |
| 1992 Barcelona         | LOH 1992 | nebyl                             |               |                  |                  | 0      |
| 1996 Atlanta           | LOH 1996 | Tendai Chimusasa                  |               |                  |                  | 0      |
| 2000 Sydney            | LOH 2000 | Phillip Mukomana                  |               |                  |                  | 0      |
| 2004 Athény            | LOH 2004 | Young Talkmore Nyongani           | 1             | 1                | 1                | 3      |
| 2008 Peking            | LOH 2008 | Brian Dzingai                     | 1             | 3                |                  | 4      |
| 2012 Londýn            | LOH 2012 | Kirsty Coventryová                |               |                  |                  | 0      |
| 2016 Rio de Janeiro    | LOH 2016 | Kirsty Coventryová                |               |                  |                  | 0      |
| 2020 Tokio             | LOH 2020 | Donata Katai Peter Purcell-Gilpin |               |                  |                  | 0      |
| 2024 Paříž             | LOH 2024 |                                   |               |                  |                  | x      |
| Celkem                 | 14       |                                   | 3             | 4                | 1                | 8      |
| Zdroj na Olympedia.org |          |                                   |               |                  |                  |        |